# Хаидучешти (Алба)
Хаидучешти (рум. Haiducești) насеље је у Румунији у округу Алба у општини Видра. Oпштина се налази на надморској висини од 919 m.

## Становништво
Према подацима из 2002. године у насељу је живело 109 становника, од којих су сви румунске националности.